# Taringa
Genre
Taringa est un genre de mollusques gastéropodes nudibranches, de la famille des Discodorididae.

## Liste des espèces
Selon World Register of Marine Species (20 février 2015) :
- Taringa aivica Ev. Marcus & Er. Marcus, 1967
- Taringa armata Swennen, 1961
- Taringa ascitica Ortea, Perez & Llera, 1982
- Taringa bacalladoi Ortea, Perez & Llera, 1982
- Taringa caudata (Farran, 1905)
- Taringa faba Ballesteros, Llera & Ortea, 1985
- Taringa halgerda Gosliner & Behrens, 1998
- Taringa iemanja Alvim & Pimenta, 2013
- Taringa oleica Ortea, Perez & Llera, 1982
- Taringa pinoi Perrone, 1985
- Taringa telopia Er. Marcus, 1955
- Taringa tritorquis Ortea, Perez & Llera, 1982

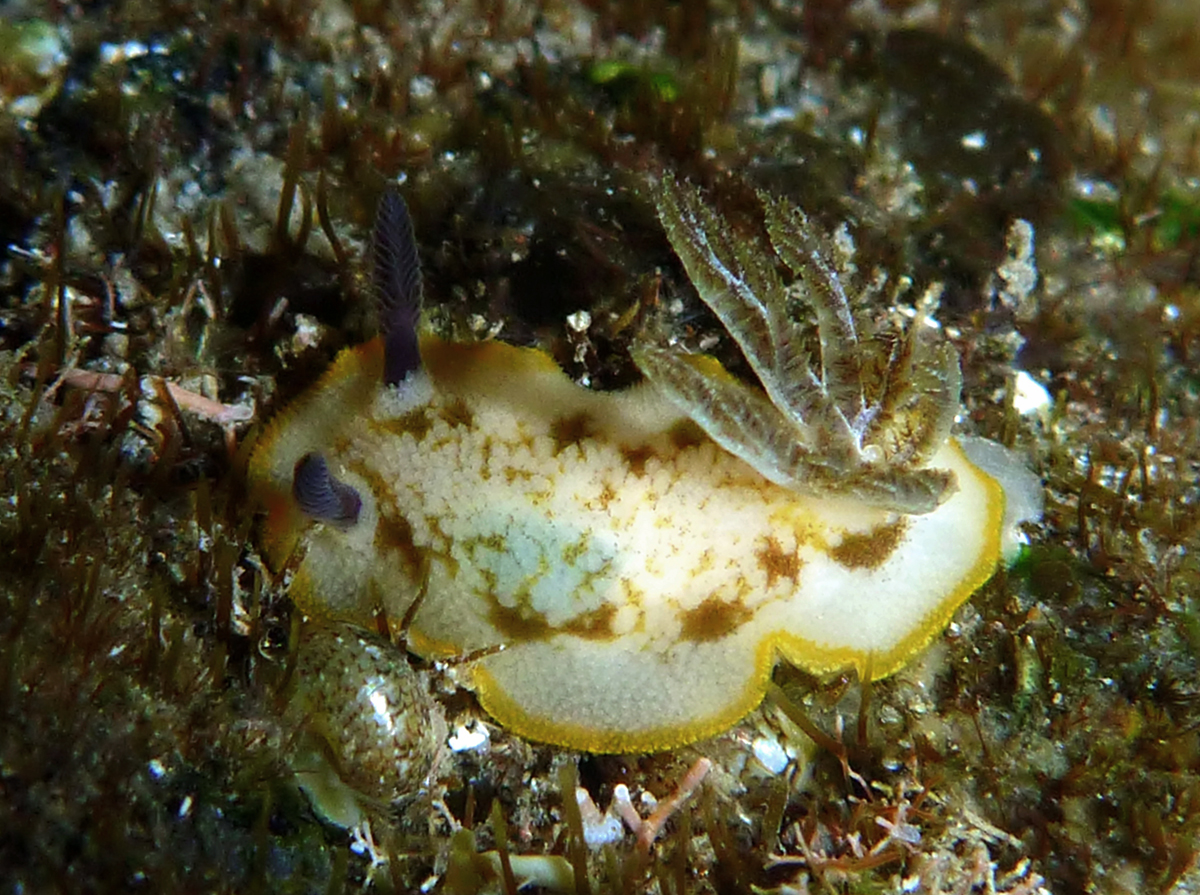
Taringa caudata
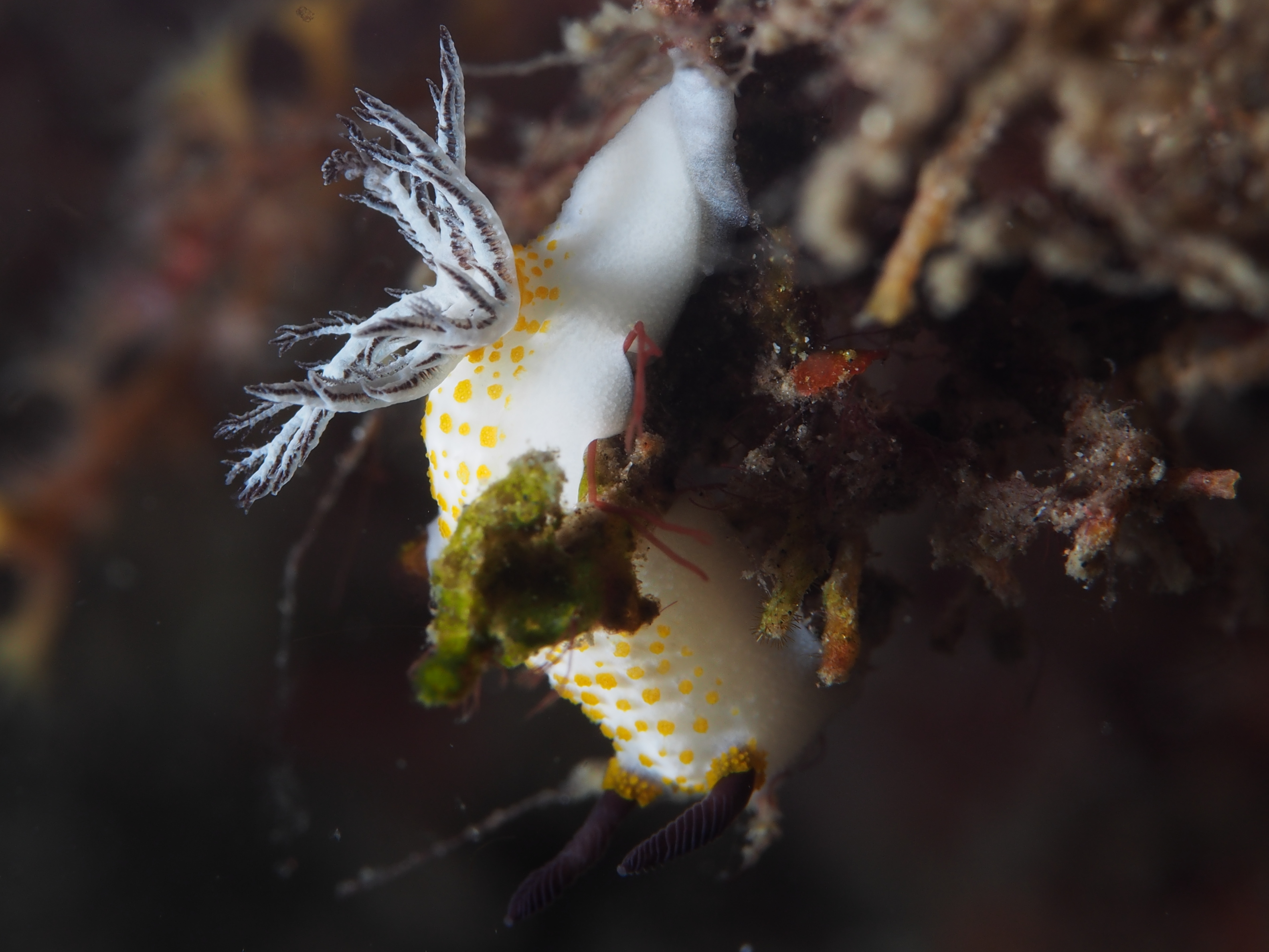
Taringa halgerda
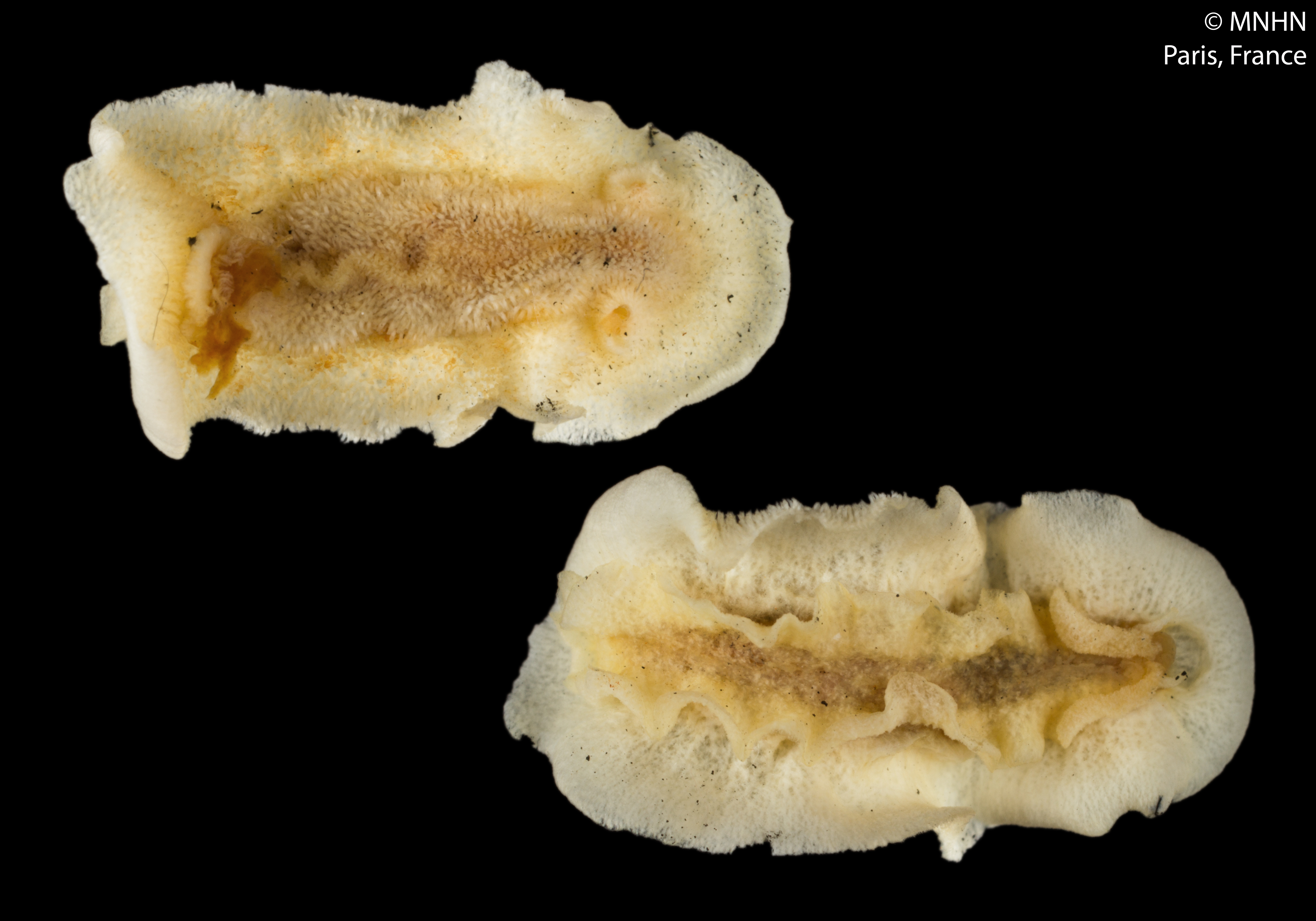
Taringa oleica (spécimen naturalisé)
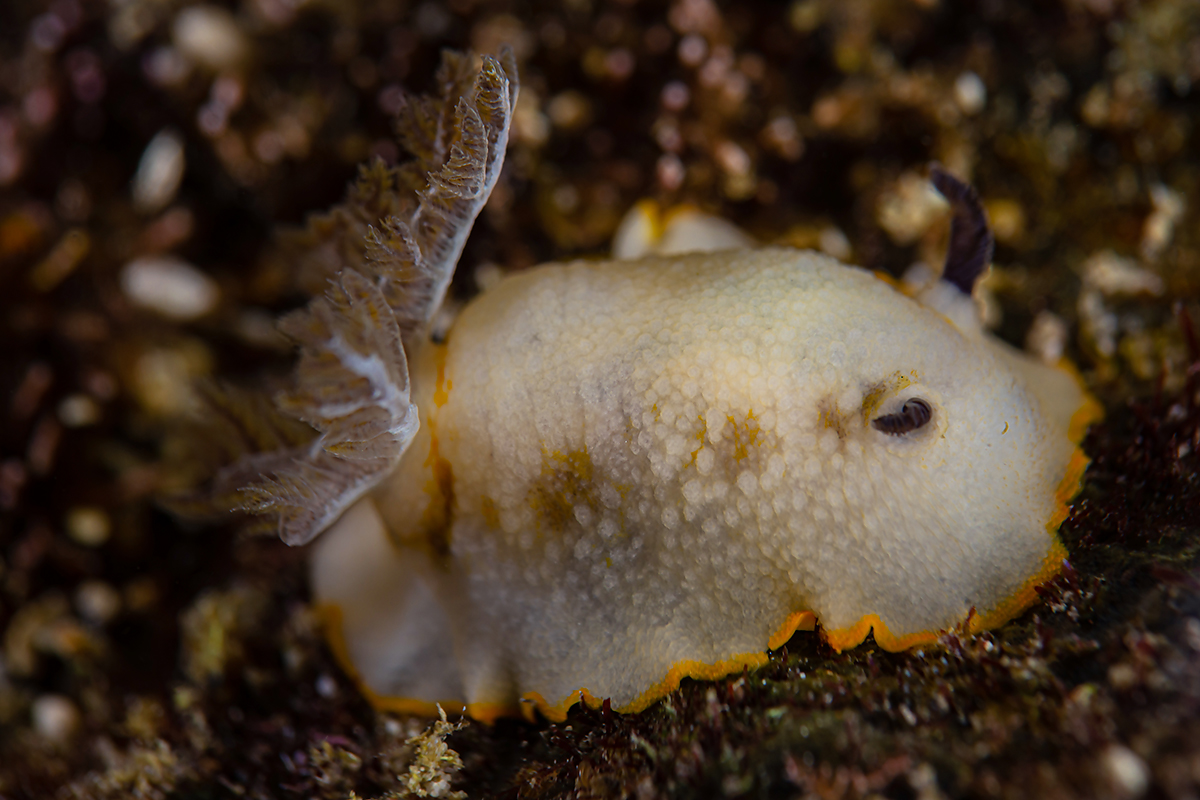
Taringa sublutea